# Luis García (beisbolista dominicano)
Luis Rafael García (San Francisco de Macorís, 20 de mayo de 1975) es un ex infielder dominicano que jugó en las Grandes Ligas de Béisbol. Jugó durante una temporada en las Grandes Ligas con los Tigres de Detroit. Fue firmado por los Tigres como amateur en 1993. García jugó su primera temporada profesional (en el béisbol de Estados Unidos) con su equipo de novato Bristol Tigres en 1993, y dividió su última temporada con el equipo Triple-A de los Orioles de Baltimore (Rochester Red Wings) y de los Piratas de Pittsburgh (Nashville Sounds) en 2002.